# Alloclubionoides rostratus
Espèce
Synonymes
- Coelotes rostratus Song, Zhu, Gao & Guan, 1993
- Coelotes circinalis Gao et al., 1993
- Alloclubionoides circinalis (Gao et al., 1993)

Alloclubionoides rostratus est une espèce d'araignées aranéomorphes de la famille des Agelenidae.

## Distribution
Cette espèce est endémique du Liaoning en Chine,.

## Systématique et taxinomie
Cette espèce a été décrite par Song, Zhu, Gao et Guan en 1993 sous le protonyme Coelotes rostratus. En 2017, il est apparu que mâles et femelles n'étaient pas conspécifiques, le mâle est alors décrit sous le nom Alloclubionoides huanren. Dans le même temps, Alloclubionoides circinalis est placé en synonymie avec Alloclubionoides rostratus car étant le vrai mâle de cette espèce.

## Publication originale
- Song, Zhu, Gao & Guan, 1993 : On new species of the genera Coelotes and Tegenaria from Liaoning, China (Araneae: Agelenidae). Sinozoologia, vol. 10, p. 93-98.